# Roger Podeur
Roger Podeur, né le 11 avril 1920 à Saint-Pierre-Quilbignon près de Brest dans le Finistère, mort le 20 septembre 2005 à Brest, est un officier des Forces françaises libres pendant la Seconde Guerre mondiale. 
Il s'illustre par plusieurs actions d'éclat, d'abord au Fezzan, puis en Normandie après le débarquement et dans la Campagne de France où à quatre reprises à la tête de ses obusiers il déloge plusieurs chars ennemis de leurs positions, ainsi qu'en Alsace où il prend le commandement de son unité. 
Après la Seconde Guerre mondiale, il continue sa carrière militaire, combat en Indochine, en Corée, au Vietnam, puis sert dans les états-majors et devient colonel. Il est grand officier de la Légion d'honneur et Compagnon de la Libération.

## Biographie
Né à Prat-Lédan, à Saint-Pierre-Quilbignon (depuis annexé à Brest) en 1920, Roger Podeur est le fils d'un ingénieur des constructions navales. Il réussit ses deux baccalauréats à Dakar où son père est affecté, puis il revient en France pour présenter l'École navale. Refusé à la visite médicale à cause de sa vue, il prépare alors Saint-Cyr et en passe le concours en 1940,.

### Engagement dans la France libre
La France étant alors envahie, il n'attend pas le résultat du concours et décide de répondre à l'appel du général de Gaulle. Il part à bicyclette de Brest pour Le Conquet et passe prévenir sa famille. 
Reparti du Conquet le 19 juin, il gagne Ouessant d'où il part le soir du 20 juin à bord du navire charbonnier Mousse Le Moyec pour l'Angleterre, où il arrive dans la banlieue de Plymouth. Il s'engage le 1er juillet 1940 pour la durée de la guerre.
D'abord soldat de 2e classe au bataillon de chasseurs de Camberley, il suit jusqu'en décembre 1940 les cours d'élève sous-officier à Farnborough, puis le cours d'élève officier à Camberley, d'où il sort aspirant le 1er mai 1941,.

### Campagnes du Fezzan et de Tunisie

Drapeau du RTST avec notamment « » et « ».

Roger Podeur embarque à Liverpool en mai 1941 à destination de Pointe-Noire. Il est alors affecté au régiment de tirailleurs sénégalais du Tchad (RTST), de la colonne du général Leclerc.
Il participe à la première campagne du Fezzan début 1942. Lors de son premier combat, l'aspirant Roger Podeur déloge à la grenade un nid de mitrailleurs ennemis solidement retranchés, incendie et détruit leur repaire. Cette action qui montre ses « qualités de combattant et de chef » lui vaut la croix de guerre avec sa première citation,.
Nommé sous-lieutenant le 1er mars 1942 puis lieutenant le 29 septembre suivant, il prend part à la deuxième campagne du Fezzan. Il participe ensuite à la campagne de Tunisie au printemps 1943, avec la Force L. Il part ensuite en Algérie, puis au Maroc où la Force L de Leclerc se transforme en 2e division blindée (2e DB). Affecté au régiment de marche du Tchad (RMT), il embarque pour l'Angleterre en avril 1944, en prévision du débarquement.

### Combats pour la Libération

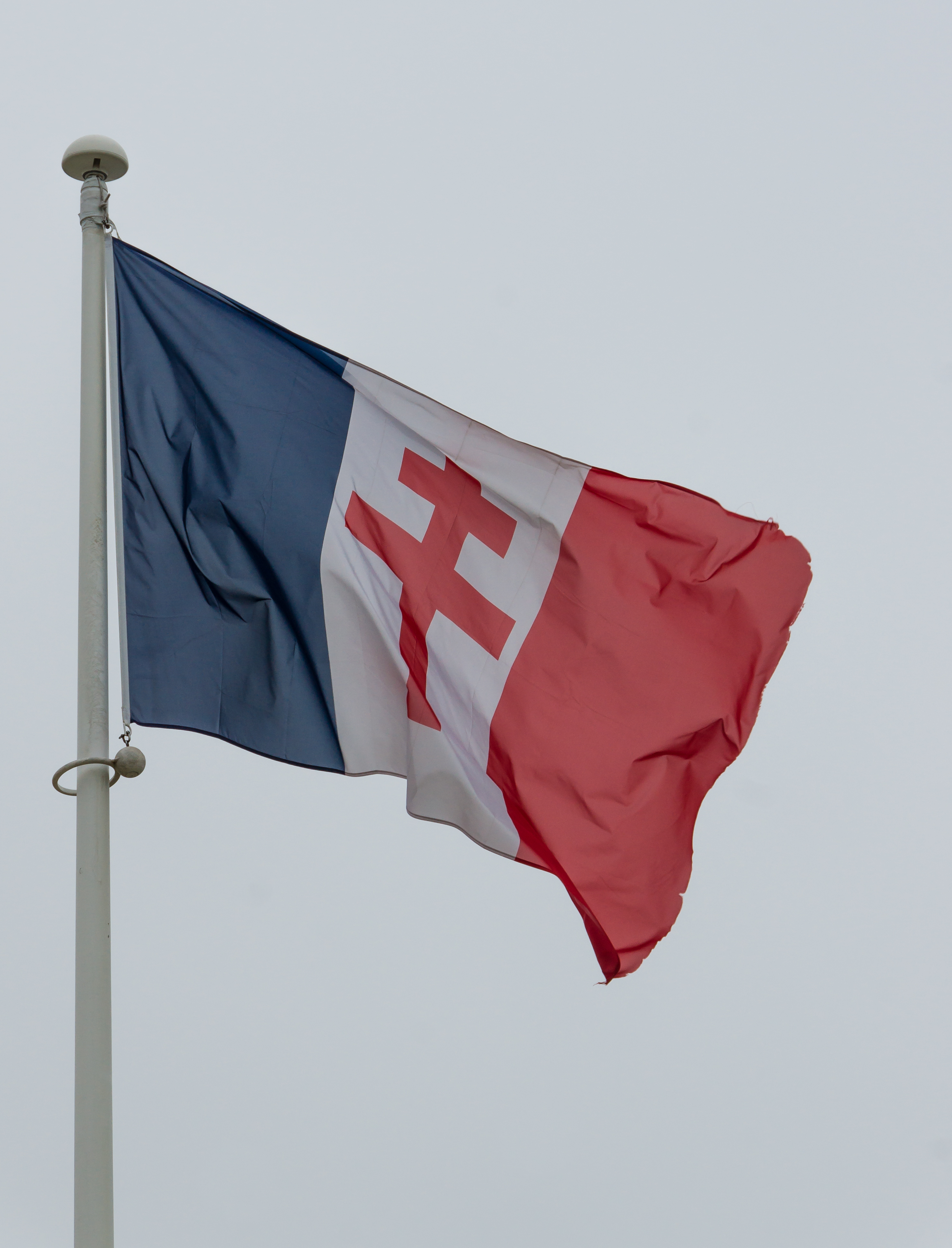
Drapeau de la France libre flottant sur la Normandie

Roger Podeur débarque en Normandie le 1er août 1944. Chef de peloton d'obusiers, il distingue dès le 10 août. En intervenant vivement avec ses obusiers, il réussit à mettre en déroute un char et plusieurs blindés allemands. Trois jours après, il récidive cet exploit lors de la poursuite de Grandchamps.
Après la libération de Paris, il libère un carrefour stratégique le 27 août à Pierrefitte, faisant fuir les chars et les fantassins ennemis qui défendaient la position. Lors de la bataille des Vosges, le 13 septembre à Dompaire, au mépris des tirs soutenus des chars allemands, il place ses obusiers bien à l'avant, et ils détruisent trois panzers.
Devant Strasbourg, lorsque son capitaine est blessé, il prend l'initiative de le remplacer aussitôt, et prend le commandement de la compagnie « avec lucidité et compétence ».
Il entre ainsi en Allemagne où il termine la guerre. Il est créé Compagnon de la Libération en juillet 1945.

### Indochine, Corée, Vietnam, Algérie
Après la guerre, Podeur est nommé capitaine au 4e bataillon du régiment de marche du Tchad. Il se déclare volontaire pour l'Indochine et débarque en octobre 1945 à Saïgon, sous le commandement de Massu. Il est gravement blessé par balles le mois suivant, au cours d'une embuscade. À partir de janvier 1946, il commande à Saïgon la base arrière du groupement de marche de la 2e DB.

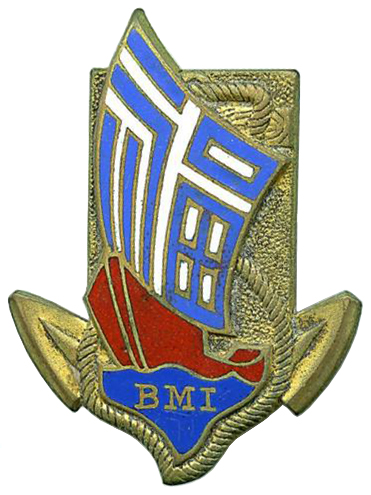
Insigne du bataillon de marche indochinois (BMI) qu'il commande au feu en 1954.

Il quitte Saïgon en mars pour participer aux opérations au Tonkin. Il s'y distingue au cours des combats de la bataille de Hanoï, du 19 décembre 1946 au 25 janvier 1947, puis rentre en France trois mois plus tard, en avril.
Parti pour le Congo fin 1947, il sert de nouveau au sein du régiment de tirailleurs sénégalais du Tchad à Brazzaville, et reste trois ans en Afrique-Équatoriale française. Il demande et obtient en 1953 à faire partie du bataillon français de l'ONU et combat alors dans la guerre de Corée. 
Il retourne en Indochine en 1954. Promu chef de bataillon, il prend le commandement du bataillon de marche indochinois (BMI). Il participe aux combats du Nord Vietnam où il se fait de nouveau remarquer. Blessé par des éclats de mortier au massif du Khé-Non le 21 mai 1954, il est rapatrié en France.
Affecté à Saint-Maixent en 1956, il est de nouveau nommé au RTST en 1958 à Fort Lamy. Il y commande le 2e bataillon jusqu'en 1961, année où il retourne en France.
Il est nommé ensuite à Alger, au 23e régiment d'infanterie de marine (RIMa). Chargé de commander le sous-secteur d'Affreville, il parvient à y maintenir l'ordre sans que le sang coule.

### États-majors
Promu lieutenant-colonel en 1963, il retrouve d'abord sa Bretagne natale avec l'affection à Vannes pendant deux ans. Nommé ensuite en Allemagne en 1965, il est pendant trois ans officier de liaison attaché à la 7e armée américaine. De 1968 à 1969, il est chargé de la mission de liaison auprès des armées alliées, et rattaché à l'État-major du commandant en chef des Forces françaises en Allemagne, le général Massu. Il est promu colonel en 1969.
Le colonel Podeur revient à Vannes en 1971 comme délégué militaire départemental du Morbihan. En 1975, il est nommé adjoint « Terre » à l'amiral préfet maritime de Brest. 
Roger Podeur prend sa retraite en 1977 en Bretagne. Il y meurt le 20 septembre 2005 à Brest.

## Hommages et distinctions
- Grand officier de la Légion d'honneur
- Compagnon de la Libération par décret du 13 juillet 1945[6]
- Croix de guerre 1939–1945 avec six citations
- Croix de guerre des Théâtres d'opérations extérieurs avec trois citations
- Croix de la Valeur militaire (1 citation)
- Médaille de la Résistance française par décret du 26 mars 1946[7]
- Insigne des blessés militaires
- Médaille coloniale avec agrafes « AFL », « Fezzan », « Fezzan-Tripolitaine », « Tunisie », « E-O »
- Croix du combattant
- Croix du combattant volontaire de la guerre de 1939–1945
- Croix du combattant volontaire de la Résistance
- Médaille commémorative des services volontaires dans la France libre
- Médaille commémorative de la guerre 1939–1945
- Médaille commémorative de la campagne d'Indochine
- Médaille commémorative française des opérations de l'Organisation des Nations unies en Corée
- Médaille commémorative des opérations de sécurité et de maintien de l'ordre
- Presidential Unit Citation (États-Unis)
- Bronze Star Medal (États-Unis)
- Officier du Nichan Iftikhar (Tunisie)